# SN 2009gv
SN 2009gv – supernowa typu II-P odkryta 22 maja 2009 roku w galaktyce A134838+2622. W momencie odkrycia miała maksymalną jasność 20,90m.